# Adelbert von Keller
Pour les personnes ayant le même patronyme, voir Keller.
Heinrich Adelbert von Keller, né le 5 juillet 1812 à Pleidelsheim, mort le 13 mars 1883 à Tübingen, est un philologue romantique allemand, spécialiste de la période médiévale.

## Biographie
Fils du pasteur de Pleidelsheim, Johann Jakob Keller, il va à l'école à Stuttgart, avant d'étudier la théologie à Tübingen à partir de 1830 puis la philologie avec Ludwig Uhland et Moriz Rapp.
Après ses études, Adelbert von Keller voyage à Paris, en quête de manuscrits en vieux français. À partir de 1835, il enseigne les langues modernes à Tübingen, avant d'entrer en 1837 comme bibliothécaire adjoint à la bibliothèque universitaire. De septembre 1840 à mars 1841, il entreprend un voyage en Italie, recherchant des manuscrits en italien de l'époque médiévale à Venise, Florence et Rome. Professeur extraordinaire depuis 1841, il est nommé professeur titulaire en 1844 et bibliothécaire en chef de l'université de Tübingen. En 1850, il renonce à la charge de bibliothécaire et se consacre à la recherche et à l'écriture, qu'il s'agisse de l'édition de textes médiévaux ou la traduction de textes en français, en provençal, en espagnol, en italien et en anglais. En 1858, il devient recteur de l'université.
En 1849, il prend la présidence de la Literarischen Verein, association de philologie fondée à Stuttgart en 1839. Fondée en 1839 d'après le modèle de sociétés bibliophiles françaises et anglaises, elle compte parmi ses membres des princes, des rois et des empereurs du monde entier. Ces derniers couvrent les frais des publications de l'association, assurant leur qualité et leur succès commercial. Sous sa direction, les publications de l'association atteignent une renommée internationale. En outre, il a assuré une édition monumentale des travaux de Hans Sachs et jeté les bases d'un Dictionnaire souabe, pris en charge par son élève Hermann Fischer et publié en sept volumes, sur le modèle du Dictionnaire bavarois de Johann Andreas Schmeller.
Adelbert von Keller est mort à Tübingen, au terme d'une longue maladie à l'âge de 70 ans. Il est le père d'Otto von Keller (1838-1927), qui enseigna la philologie classique à Fribourg, Graz et Prague.

## Publications
- Li romans de sept sages, nach der Pariser Handschrift herausgegeben, 1836
- George Sand : Ausgewählte Schriften, 1836–1837
- William Shakesperes Schauspiele (avec Moriz Rapp), 1843–1846
- Altfranzösische Sagen, 1839–1840 (rééd. 1876)
- Juan Manuel : El Conde Lucanor, 1839
- Miguels de Cervantes sämmtliche Romane und Novellen (avec Friedrich Rotter), 1839–1842 (rééd. 1850)
- Maria Edgeworth : Ausgewählte Erzählungen, 1840
- Romancero del Cid, 1840
- Gudrun, 1840
- Zwei Fabliaux aus einer Neuenburger Handschrift, 1840
- Hans von Bühel: Dyocletianus Leben, 1841
- Chrétien de Troyes : Li Romans Dou Chevalier Au Leon. Bruchstücke aus einer vatikanischen Handschrift, 1841
- Gesta Romanorum. Das ist der Römer Tat, 1841
- Volkslieder aus der Bretagne, gesammelt von La Villemarqué (avec Eduard von Seckendorff), 1841
- Inauguralrede über die Aufgabe der modernen Philologie, 1842
- Lieder Guillielms IX. Grafen von Peitieu Herzogs von Aquitanien, 1843, 1848 (rééd. 1850)
- Romvart. Beiträge zur Kunde mittelalterlicher Dichtung aus italienischen Bibliotheken, 1844
- Die Mundarten, in: Das Königreich Württemberg, 1844
- Beschreibung der Einweihung des neuen Universitätshauses zu Tübingen, 1845
- Altdeutsche Gedichte, 1846–1861
- Alte gute Schwänke, 1847
- Lieder Guillems von Berguedan, 1849
- Ein Lied von Marcabrun, als Beitrag zur Göthelitteratur (avec W. L. Holland), 1849
- Lieder Heinrichs Grafen von Wirtenberg (avec W. L. Holland), 1849
- Ein Spil von einem Keiser und eim Apt, 1850
- Walthers von Rheinau Marienleben, 1849–1855
- Mittelniederländische Gedichte, 1851
- Italiänischer Novellenschatz, 1851
- Anleitung zur Sammlung des schwäbischen Sprachschatzes, 1855
- Elblin von Eselberg, 1856
- Un miracle de Nostre Dame. D'un enfant, qui fu donne au dyable, quant il fu engendre, 1865
- Die altdeutsche Erzählung vom rothen Munde, 1874
- Uhland als Dramatiker, mit Benutzung seines handschriftlichen Nachlasses, 1877
- Verzeichnis altdeutscher Handschriften, 1890

Il a rédigé de nombreux volumes de la « Bibliothèque des Litterarischen Vereins de Stuttgart » à partir de 1849 :
- Heinrich Wittenweiler: Der Ring, 1851
- Fastnachtspiele aus dem fünfzehnten Jahrhundert, 4 volumes, 1853–1858
- Hans Jakob Christoffel von Grimmelshausen : Der abenteuerliche Simplicissimus und andere Schriften, 4 volumes, 1854
- Erzählungen aus altdeutschen Handschriften, 1854
- Hugo von Langenstein (de) : Martina, 1856
- Amadis. Nach der ältesten deutschen Bearbeitung, 1857
- Konrad von Würzburg : Der Trojanische Krieg, 1858
- Karl Meinet, 1858
- Ludwig von Eyb: Die Geschichten und Taten Wilwolts von Schaumburg (de), 1859
- Heinrich Steinhöwel (de) (nach Giovanni Boccaccio): Decameron, 1860
- Niklas von Wyle (de) : Translationen, 1861
- Cyriacus Spangenberg : Von der Musica und den Meistersängern, 1862
- Jakob Ayrer : Ayrers Dramen, 5 volumes, 1865
- Das deutsche Heldenbuch. Nach dem mutmaßlich ältesten Druck, 1867
- Hans Sachs : Werke, 26 volumes, 1870–1908
- Augustin Tüngers (de) Facetiae, 1874
- Das Nibelungenlied, nach der Piaristenhandschrift, 1879
- Georg Rudolf Widmann: Fausts Leben, 1880

## Source
- (de) Cet article est partiellement ou en totalité issu de l’article de Wikipédia en allemand intitulé « Adelbert von Keller » (voir la liste des auteurs).